# Parker Posey
Parker Christian Posey (Baltimore, 8 november 1968) is een Amerikaans actrice. Ze won in 1997 een eervolle vermelding op het Sundance Film Festival voor haar spel in de film The House of Yes. Tevens werd ze hiervoor genomineerd voor een Golden Satellite Award, voor een Golden Globe voor de televisiefilm Hell on Heels: The Battle of Mary Kay en voor een Saturn Award voor Superman Returns.
Posey is een dochter van katholieke ouders, Christopher en Lynda Posey. Ze heeft een tweelingbroer genaamd Chris. Ze werden opgevoed in Monroe en in Laurel.
Posey kreeg in 1991 een seizoen lang een rol in de soap As the World Turns. Tot en met 1995 speelde ze kleine rollen in films, zoals in Sleepless in Seattle. In 1995 kreeg ze een hoofdrol in de film Party Girl. Sindsdien speelt ze regelmatig in groots opgezette films. Niettemin gaf Time Magazine haar de bijnaam Queen of the Indies omdat ze ook regelmatig in onafhankelijke lowbudgetfilms speelt.

## Filmografie
| - Thelma (2024) - Beau Is Afraid (2023) - Lost in Space (2018, televisieserie) - Café Society (2016) - Irrational Man (2015) - Ned Rifle (2014) - Grace of Monaco (2014) - Inside Out (2011) - Happy Tears (2009) - Spring Breakdown (2009) - The Eye (2008) - Broken English (2007) - Fay Grim (2006) - For Your Consideration (2006) - Superman Returns (2006) - The Oh in Ohio (2006) - Adam & Steve (2005) - Blade: Trinity (2004) - The Sisters of Mercy (2004) - Laws of Attraction (2004) - Frankenstein (2004, televisiefilm) - A Mighty Wind (2003) - The Event (2003) - The Sweetest Thing (2002) - Personal Velocity: Three Portraits (2002) - The Anniversary Party (2001) - Josie and the Pussycats (2001) - Best in Show (2000) - Scream 3 (2000) - The Venice Project (1999) - Gunshy (1999) | - Dinner at Fred's (1999) - The Misadventures of Margaret (1998) - You've Got Mail (1998) - What Rats Won't Do (1998) - Henry Fool (1997) - Clockwatchers (1997) - The House of Yes (1997) - SubUrbia (1996) - Waiting for Guffman (1996) - Basquiat (1996) - The Daytrippers (1996) - The Doom Generation (1995) - Kicking and Screaming (1995) - Flirt (1995) - Frisk (1995) - Drunks (1995) - Party Girl (1995) - An Eviction Notice (1995) - Mixed Nuts (1994) - Sleep with Me (1994) - Amateur (1994) - Dead Connection (1994) - Iris (1994) - Opera No. 1 (1994) - Tracey Takes on New York (1993, televisiefilm) - Dazed and Confused (1993) - Coneheads (1993) - Joey Breaker (1993) - The Wake (1993) - Description of a Struggle (1993) - First Love, Fatal Love (1991, televisiefilm) |